# Tvrđava Kastel
Tvrđava Kastel är ett slott i Bosnien och Hercegovina. Den ligger i den nordvästra delen av landet, 140 km nordväst om huvudstaden Sarajevo. Tvrđava Kastel ligger 159 meter över havet.
Terrängen runt Tvrđava Kastel är kuperad åt sydost, men åt nordväst är den platt. Tvrđava Kastel ligger nere i en dal. Runt Tvrđava Kastel är det ganska tätbefolkat, med 67 invånare per kvadratkilometer.. Närmaste större samhälle är Banja Luka, 1,1 km norr om Tvrđava Kastel. 
Runt Tvrđava Kastel är det i huvudsak tätbebyggt.